# Cova del Llop Marí
La cova del Llop Marí és una cavitat excavada pel mar en els penya-segats de la muntanya el Torn, al municipi de Vandellòs i l'Hospitalet de l'Infant (Baix Camp), situada dins de l'Espai Natural Protegit de la Rojala-Platja del Torn, al sud de la platja del Torn, a pocs metres de la platja de la Cova del Llop Marí. És accessible únicament per mar. Al fons de la cova hi ha una platja natural, amb dimensions que varien segons l'estat de la mar. A un lateral de la cova hi ha una galeria que zigzagueja a les entranyes de la muntanya arribant fins als 18 metres de longitud, 4 metres d'amplada i una alçada que 2 metres que va disminuint segons s'avança.
Per tal d'evitar aglomeracions de gent en temporada alta, l'Ajuntament controla l'accés i l'aforament, que és de 10 persones.

## Llegenda
Diu la llegenda que en aquesta cova s'hi refugiava el llop marí, un animal fantàstic, creat pel déu Neptú, que atacava els pirates que s'acostaven a la costa de l'Hospitalet de l'Infant.